# Magyar tájak (filmsorozat, 1976–1991)
A Magyar tájak színes, 33 részes magyar ismeretterjesztő filmsorozat, ami 1976 és 1991 között futott először a Magyar Televízió műsorán. A sorozatban különböző hazai tájak természeti, néprajzi, kulturális és turisztikai értékeit mutatják be.

## Epizódok
| Epizódszám | Cím                                                  | Első sugárzás      |
| ---------- | ---------------------------------------------------- | ------------------ |
| 1.         | A Hortobágy és környéke                              | 1976. február 25.  |
| 2.         | A Tatabányai-medence – Egy ipari táj és környéke     | 1976. március 3.   |
| 3.         | Egy tó múltja – Balaton 1.                           | 1976. március 9.   |
| 4.         | Egy tó jelene – Balaton 2.                           | 1976. március 16.  |
| 5.         | Kiskunság                                            | 1976. április 2.   |
| 6.         | A Kőszegi-hegység                                    | 1976. május 1.     |
| 7.         | A Tolnai-dombság                                     | 1976. május 8.     |
| 8.         | Mátra                                                | 1978. február 26.  |
| 9.         | Szigetköz                                            | 1978. április 16.  |
| 10.        | Aggteleki-karszt                                     | 1978. július 16.   |
| 11.        | Dunakanyar                                           | 1978. november 4.  |
| 12.        | Őrség                                                | 1979. január 14.   |
| 13.        | Velencei-tó                                          | 1979. április 1.   |
| 14.        | Két ország határán (A Soproni-hegység és a Fertő-tó) | 1980. november 6.  |
| 15.        | Ormánság                                             | 1980. november 15. |
| 16.        | A Mecsek-hegység                                     | 1980. november 22. |
| 17.        | Bereg-Szatmári táj                                   | 1980. december 6.  |
| 18.        | Bodrogköz                                            | 1980. december 13. |
| 19.        | Körösök vidéke                                       | 1980. december 21. |
| 20.        | A Bakony                                             | 1983. május 7.     |
| 21.        | Belső-Somogy                                         | 1983. május 14.    |
| 22.        | Göcsej és vidéke                                     | 1983. május 21.    |
| 23.        | A Villányi-hegység                                   | 1983. május 28.    |
| 24.        | Nagykunság                                           | 1983. június 4.    |
| 25.        | A Rábaköz                                            | 1983. június 11.   |
| 26.        | A Vértes                                             | 1983. június 18.   |
| 27.        | A Kemeneshát                                         | 1985. június 1.    |
| 28.        | A Mezőföld                                           | 1985. június 8.    |
| 29.        | A Jászság                                            | 1985. június 22.   |
| 30.        | A Mohácsi-síkság                                     | 1985. június 29.   |
| 31.        | A Zempléni-hegység                                   | 1985. július 6.    |
| 32.        | A Sárköz                                             | 1990. április 4.   |
| 33.        | A Pannonhalmi-dombság                                | 1991. július 21.   |

## Stáb
- Rendező: Lengyel Gyula, Rockenbauer Pál, Orbán Ágnes, Kardos Sándor, Kollányi Ágoston, Dr. Kárpáthy György, Zsigmondi Boris, Szakály István, B. Révész László, Németh Attila, Lakatos Iván
- Író: Rockenbauer Pál, Lengyel Gyula, Orbán Ágnes, Kardos Sándor, Németh Attila, Lakatos Iván
- Zenei szerkesztő: Zsedényi Erzsébet, Herczeg László, Holecska Katalin, Nánási Katalin, Keceli Zsuzsa
- Operatőr: Forray Tibor, Szabados Tamás, Becsy Zoltán, Márk Iván, Kardos Sándor, Zentay László, Dubovitz Péter, Németh Attila, Lakatos Iván, Stenszky Gyula, Hollós Olivér, Haraszti Zsolt, Berek Oszkár, Kátai Balázs, Király Péter, Sasvári Lajos, Molnár Péter, Czabarka Péter, Lilienberg Ferenc
- Vágó: Spannberger Éva, Törköly Anna, Vass Györgyi, Farkas Éva, Havas Judit, Jeszenszky Ágnes, Ferenczi Judit, Müller Judit, Szombati Szabó Csaba, Somogyi Valéria, Gerstner Adrienne, Zuggó Gyöngyi
- Gyártásvezető: Papp Ferenc, Szentannay Tibor, Nyári István, Szilágyi György, Havas Judit
- Színes technika: Fülöp Géza, Kun Irén, Deimanik Tamásné
- Narrátor: Bozai József, Bálint András, Dunai Tamás, Velenczey István, Gáti Oszkár, Kozák András, Kristóf Tibor, Szokolay Ottó, Uri István, Lukács Sándor, Papp János, Ferenczy Csongor, Szacsvay László, Helyey László, Csernák János

## VHS megjelenés
A '80-as években a Televideo kiadó gondozásában a sorozat epizódjaiból 9+1 VHS kazettán jelent meg válogatás:
- Magyar tájak I.: Göcsej és vidéke; Őrség
- Magyar tájak II.: A Mecsek-hegység; Ormánság; A Villányi-hegység
- Magyar tájak III.: A Rábaköz; Szigetköz; A Kőszegi-hegység
- Magyar tájak IV.: A Bakony; Egy tó múltja – Balaton 1.; Egy tó jelen – Balaton 2.
- Magyar tájak V.: Mátra; Dunakanyar; Aggteleki-karszt
- Magyar tájak VI.: Nagykunság; Kiskunság
- Magyar tájak VII.: Körösök vidéke; A Hortobágy és környéke
- Magyar tájak VIII.: Bereg-Szatmári táj; Bodrogköz
- Magyar tájak IX.: Belső-Somogy; A Tolnai-dombság
- Egy ipari táj és környéke (A Tatabányai-medence): a sorozat 2. részét önálló filmként jelentették meg.